# Pantsergrenadierdivisie Kurmark
De Pantsergrenadierdivisie Kurmark was een pantsergrenadierdivisie van de Duitse Wehrmacht tijdens de Tweede Wereldoorlog. De volledig onderbemande divisie werd in maart 1945 opgericht om het Sovjetoffensief op de Reichshoofdstad Berlijn te stoppen. De divisie werd vernoemd naar de regio Kurmark in Brandenburg. Van medio april tot begin mei 1945 nam de divisie deel aan de Slag om Berlijn. De sterkte van de divisie overschreed nooit meer dan 4.350 man.

## Krijgsgeschiedenis

### Oprichting
De divisie werd opgericht in Frankfort aan de Oder na een bevel van 31 januari 1945, vanuit Kampfgruppe Langkeit en delen van de Ersatz-Panzergrenadier-Brigade Großdeutschland.

### Gevechtsinzet
Als onderdeel van het 9e Leger was de divisie deel van Heeresgruppe Weichsel en werd begin februari 1945 voor het eerst ingezet in de buurt van Frankfort aan de Oder. Eind maart werd de inmiddels zwaar toegetakelde divisie uit het front gehaald en vervolgens opgevuld met onderdelen van andere eenheden. Medio april volgde voor de divisie dan weer frontinzet. Samen met andere eenheden van de Wehrmacht en de Waffen-SS van het 9e Leger zat het ten zuidoosten van Berlijn vast in de Halbe-pocket. Restanten van de divisie wisten uit te breken naar Jerichow aan de Elbe.

## Einde
De Pantsergrenadierdivisie Kurmark gaf zich op 5 mei 1945 over aan de Amerikaanse troepen bij Jerichow.

## Slagorde 1945
- Panzerregiment Kurmark
- Panzergrenadier-Regiment Kurmark
- Panzer-Füsilier-Regiment Kurmark (vanaf april 1945)
- Panzer-Artillerie-Regiment Kurmark
- Panzer-Aufklärungs-Abteilung Kurmark
- Panzer-Pionier-Bataillon Kurmark
- Panzer-Nachrichten-Abteilung Kurmark
- Versorgungstruppen Panzergrenadier-Division Kurmark

## Commandanten
| Rang                                    | Naam           | Begin           | Eind       |
| --------------------------------------- | -------------- | --------------- | ---------- |
| Oberst Generalmajor vanaf 20 april 1945 | Willy Langkeit | 31 januari 1945 | 5 mei 1945 |

## Bovenliggende bevelslagen
| Legerkorps         | Leger    | Legergroep            | Plaats/regio | Begin      | Eind       |
| ------------------ | -------- | --------------------- | ------------ | ---------- | ---------- |
| XI SS-Pantserkorps | 9. Armee | Heeresgruppe Weichsel | Brandenburg  | maart 1945 | april 1945 |